# Calkiní
Calkíni (del Maya yucateco: Garganta del sol) es una ciudad del estado mexicano de Campeche, situada al norte del territorio cercana a los límites  con el Estado de Yucatán, en la región conocida como “Camino Real”. Es cabecera del municipio de Calkiní.

## Toponimia
Su nombre proviene  de la lengua maya y se compone de los vocablos "Cal" (garganta), "Kin" (sol) y el sufijo "I" que equivale en el español a la proposición de; es decir Calkiní significa Garganta del Sol.

## Historia

### Fundación de la jurisdicción de los Ah Canul
De acuerdo con el Códice de Calkiní, el linaje de los Ah Canul procedía del Peten, Guatemala. Tzab Canul, el mayor de los nueve hermanos del linaje Canul fundó Calkiní o "Garganta del Sol", después de la destrucción de Mayapán en 1441-1443 d. C., ocho de los nueve hermanos "batab" Canul salen de Mayapán rumbo al sur, los cuales son: 
- Ah Tzab Canul
- Ah Dzun Canul
- Ah Kin Canul
- Ah Paal Canul  o  Ah Pa Canul
- Ah Sulim Canul
- Ah Chacah Canul
- Ix Pacab Canul o Ix Copacab Canul
- Nah Bich Canul

Tzab Canul, el mayor de los nueve hermanos del linaje de los Canul, estableció la jurisdicción del cacicazgo de Ah Canul en Calkiní, en el lugar donde había crecido una hermosa ceiba (árbol sagrado de los mayas), al cual llamaron Tuchicán (U tuuc caan que significa un rincón del cielo o a la orilla del cielo) que se encontraba junto al Pozo Halim. 
La palabra Canul significa "protector" y es el nombre de este señorío que dominaba desde la Punta Kipté en la costa norte de la península de Yucatán hasta el Río Homtún, cerca de la ciudad de Campeche.

### Época colonial

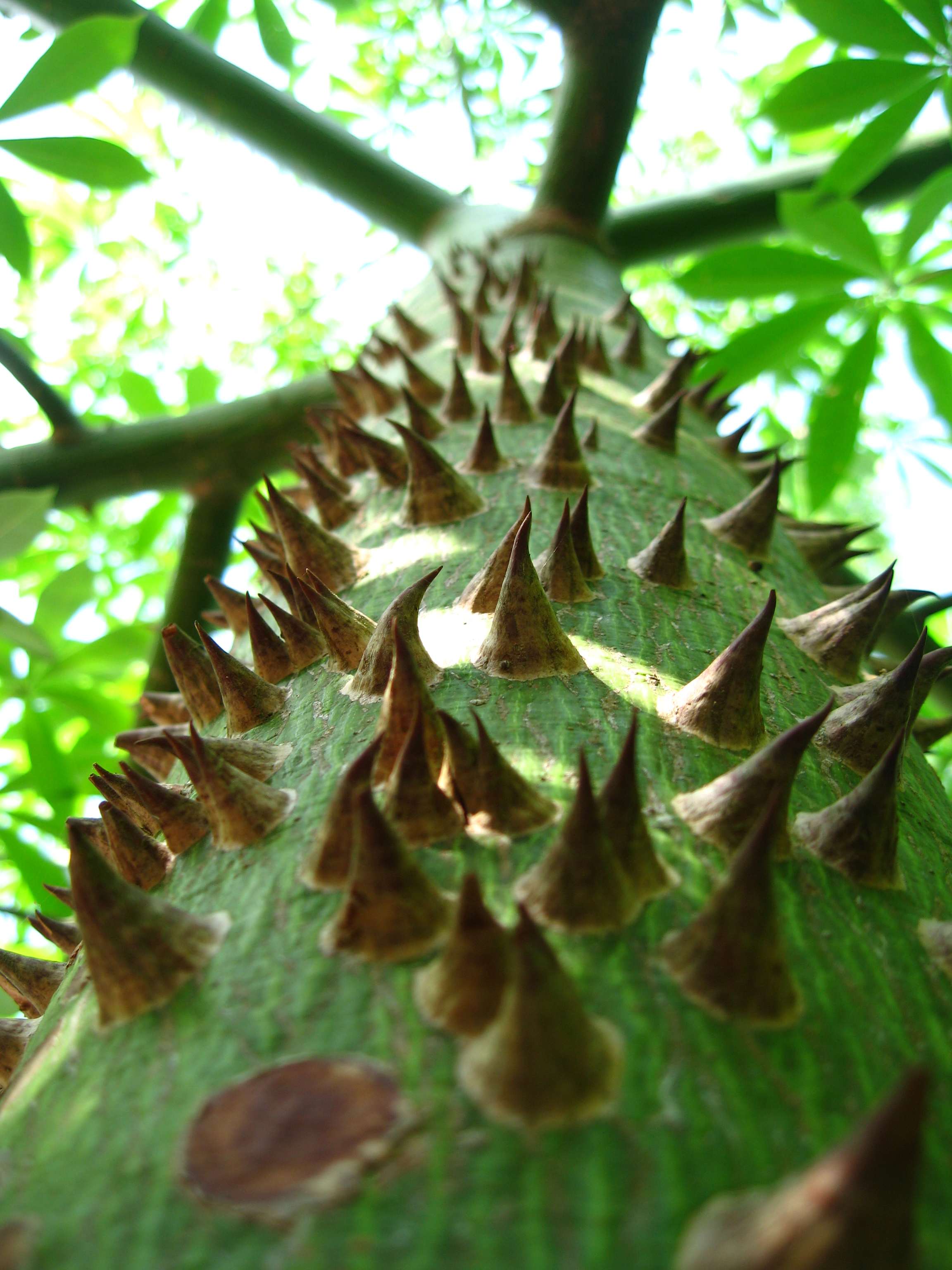
La sagrada Ceiba.

Ante el inminente avance de los conquistadores españoles de su camino de Chakán Putum a T-Hó (Mérida), los Ah Canul se congregaron y acordaron en su mayoría hacer un frente militar conjunto, sin embargo la superioridad técnica de las armas no podría ser detenida.

..."Aquí en el cenote llamado Ix Halim donde estaba erguida la sagrada ceiba* antes, debajo de la cual deliberaron todos aquí en Calkiní, la cabecera de la jurisdicción de los Canules..."
Códice de Calkiní

En el año de 1540, Francisco de Montejo y León "el Mozo", por orden de su padre "el Adelantado" dispuso que todos los caciques se reunieran en Kaan Peech, ahora San Francisco de Campeche. Sin embargo "el mozo" se llevó una gran sorpresa pues la mayoría de los batabob de Ah Canul se rehusaron, en especial del batab de Calkiní, lugar principal de la jurisdicción. 
Indignado por la rebeldía de los Ah Canul, únicos que no se presentaron, "El Adelantado" giró instrucciones completas y precisas de la estrategia a seguir para la conquista de Yucatán a su hijo Francisco de Montejo y León "el Mozo" que se encontraba en Tabasco. Estas instrucciones especificaban situarse en Champotón y entrar a la provincia de Ah Canul, debiendo llevar recaudo de la gente sin hacer daño ni maltratos, pues la experiencia adquirida en las incursiones anteriores, era que los nativos de esta zona cooperarían con los españoles. 
Francisco de Montejo y León "el Mozo", siguiendo las instrucciones de su padre, comenzó la tercera y definitiva campaña de la conquista de Yucatán partiendo de las inmediaciones de Potonchán y Xicalango hacia Chakán Putum, donde después de entrevistarse con los batabob (plural de batab) locales, avanzó hacia Can Pech y estando ahí mandó llamar a los batabob de una vasta región: de Can Pech, Tutul Xiu, Ah Canul, Ceh Pech y Ah Kin Chel.  Algunos batabob que habían sido leales a los españoles en la segunda campaña, reiteraron su obediencia.
Se puso al frente para castigar a los desobedientes, en compañía de nativos de provincias aliada y desde luego de 40 soldados para forzar la sumisión de los Ah Canul. Antes de partir para una tremenda aventura sediento de triunfos, recibió la bendición y consejos de Fray Gerónimo de Aguilar, que tenía el conocimiento de que matando al jefe, los nativos daban por terminada la guerra. Los herederos de Tzab-Canul, sabían que los vendrían a buscar y pusieron espías por todas partes, encaramados en los árboles más altos desde donde dieron aviso de la presencia de los españoles, haciendo uso del caracol de una magnífica sonoridad, el jefe Maya vestido con su traje de guerra, esperaba junto con un grupo de flecheros (única arma que conocían).
Los españoles entraron por la actual calle 29 que conduce a la estación de los ferrocarriles, Montejo el Mozo haciendo caso a las instrucciones del Frayle, ordenó que se hiciera uso de los arcabuces y derribó con la fuerza de su caballo al jefe quién desde el suelo con toda valentía heredada de sus antecesores, lanzaba flechas, una de ellas hizo blanco en la coraza que protegía al conquistador. Montejo remató a su rival con su espada, y al sojuzgar al descendiente de Tzab-Canul, ordenó reunirse con los principales del lugar y acordaron la fecha en que debería verificarse la entrega del cacicazgo, como paradoja, la capitulación se hizo a la sombra de la misma ceiba donde se fundó Calkiní. El asentamiento humano quedó entonces en las inmediaciones de "Tuk Caan". Al término de la conquista de los mayas, Montejo "El Mozo", entregó Calkiní en Encomienda al español Don Gaspar Pacheco. 
En el año de 1544, los frailes Luis de Villalpando y Juan de Herrera fueron los primeros misioneros en llegar al territorio, ambos se opusieron a los abusos de los europeos y protegieron a los indios a quienes cristianizaron y enseñaron el alfabeto; con el tiempo se convirtió en un gran centro religioso; en 1588 recibió la visita de fray Alonso Ponce, en ese entonces habitaban en el convento 23 frailes que se encargaban de difundir el evangelio entre los pueblos vecinos.
Calkini quedó durante la época virreinal dentro de la jurisprudencia de la Capitanía General de Yucatán.

### Época Contemporánea
Ya en el México independiente, al promulgarse en 1824 la Constitución Federal de los Estados Unidos Mexicanos, en la que se creaba una República compuesta por estados federados, toda la Península de Yucatán se constituyó en el estado de Yucatán, con derechos para la formación de su régimen interior y así el pueblo de Calkiní se elevó a la categoría de villa, el 16 de septiembre de ese mismo año por decreto de la legislatura del nuevo estado de Yucatán. La villa quedó integrada al departamento de Campeche, uno de los cinco departamentos en que se dividía internamente Yucatán en ese tiempo, los otros cuatro eran Mérida, Izamal, Valladolid y Tekax.
En esta villa, el 3 de mayo de 1858, los comisionados de Campeche y Yucatán, firmaron el convenio de división territorial decretado por el presidente Juárez, mediante el cual Campeche adquirió el rango de Estado Libre y Soberano. 
Una vez conformado el nuevo estado de Campeche, la villa quedó integrada al partido de Hecelchakán (conformado por los actuales municipios de  Hecelchakán,  Tenabo  y  Calkiní), división administrativa de aquel tiempo.
En diciembre de 1915, se publicó en el periódico oficial, el decreto n.º 51 del gobernador Mucel, a través del cual se decretaba la Ley de Administración del Estado que "dispone que la base de la organización política y de la división del estado de Campeche es el municipio libre."
Esta ley comenzó a regir el primero de enero de 1916 y marca el nacimiento de los primeros municipios libres campechanos, entre ellos Calkiní. El territorio estatal quedó dividido en 8 municipios, 10 secciones municipales y 40 comisarías. Es cuando comienzan a ser gobernados por ayuntamientos. 
Posteriormente, el 30 de noviembre de 1918 Calkiní adquirió el rango de ciudad.

## Clima
| Parámetros climáticos promedio de Calkiní | Parámetros climáticos promedio de Calkiní | Parámetros climáticos promedio de Calkiní | Parámetros climáticos promedio de Calkiní | Parámetros climáticos promedio de Calkiní | Parámetros climáticos promedio de Calkiní | Parámetros climáticos promedio de Calkiní | Parámetros climáticos promedio de Calkiní | Parámetros climáticos promedio de Calkiní | Parámetros climáticos promedio de Calkiní | Parámetros climáticos promedio de Calkiní | Parámetros climáticos promedio de Calkiní | Parámetros climáticos promedio de Calkiní | Parámetros climáticos promedio de Calkiní |
| Mes                                       | Ene.                                      | Feb.                                      | Mar.                                      | Abr.                                      | May.                                      | Jun.                                      | Jul.                                      | Ago.                                      | Sep.                                      | Oct.                                      | Nov.                                      | Dic.                                      | Anual                                     |
| ----------------------------------------- | ----------------------------------------- | ----------------------------------------- | ----------------------------------------- | ----------------------------------------- | ----------------------------------------- | ----------------------------------------- | ----------------------------------------- | ----------------------------------------- | ----------------------------------------- | ----------------------------------------- | ----------------------------------------- | ----------------------------------------- | ----------------------------------------- |
| Temp. máx. abs. (°C)                      | 38.0                                      | 39.5                                      | 41.0                                      | 43.0                                      | 43.0                                      | 41.0                                      | 39.5                                      | 41.0                                      | 39.0                                      | 39.0                                      | 39.0                                      | 39.0                                      | 43.0                                      |
| Temp. máx. media (°C)                     | 29.6                                      | 31.7                                      | 34.3                                      | 36.1                                      | 36.7                                      | 34.7                                      | 34.3                                      | 33.8                                      | 33.1                                      | 31.3                                      | 30.4                                      | 29.2                                      | 32.9                                      |
| Temp. media (°C)                          | 22.6                                      | 24.2                                      | 26.3                                      | 28.1                                      | 29.1                                      | 28.4                                      | 27.8                                      | 27.6                                      | 27.2                                      | 25.5                                      | 24.0                                      | 22.6                                      | 26.1                                      |
| Temp. mín. media (°C)                     | 15.6                                      | 16.7                                      | 18.4                                      | 20.1                                      | 21.5                                      | 22.1                                      | 21.3                                      | 21.4                                      | 21.3                                      | 19.7                                      | 17.6                                      | 16.1                                      | 19.3                                      |
| Temp. mín. abs. (°C)                      | 9.0                                       | 5.3                                       | 10.0                                      | 13.5                                      | 17.0                                      | 17.0                                      | 15.0                                      | 16.0                                      | 16.3                                      | 15.7                                      | 11.0                                      | 11.0                                      | 5.3                                       |
| Precipitación total (mm)                  | 35.0                                      | 23.6                                      | 19.1                                      | 31.0                                      | 72.1                                      | 157.9                                     | 162.1                                     | 185.5                                     | 215.4                                     | 119.8                                     | 61.3                                      | 41.7                                      | 1124.5                                    |
| Días de precipitaciones (≥ )              | 2.9                                       | 2.1                                       | 1.3                                       | 2.0                                       | 4.7                                       | 9.1                                       | 12.0                                      | 11.3                                      | 11.3                                      | 7.7                                       | 4.1                                       | 3.1                                       | 71.6                                      |
| [cita requerida]                          |                                           |                                           |                                           |                                           |                                           |                                           |                                           |                                           |                                           |                                           |                                           |                                           |                                           |

## Demografía
De acuerdo a los resultados del Conteo de Población y Vivienda de 2010 realizado por el Instituto Nacional de Estadística y Geografía, Calkiní tiene un total de 14 934 habitantes, de los cuales 7 277 son hombres y 7 657 son mujeres.
| Gráfica de evolución demográfica de Calkiní entre 1900 y 2020 |
|                                                               |
| Población según los censos del INEGI.                         |

## Ciudades hermanadas
La ciudad de está hermanada con las siguientes ciudades:
- Campeche, México (2012).[6]
- Tenabo, México (2012).[6]
- Palizada, México (2012).[6]
- Hopelchén, México (2012).[6]